# Syra-basreaktion
En syra-basreaktion är en kemisk reaktion som sker mellan en syra och en bas. Det finns flera, delvis överlappande definitioner av syror och baser som ger upphov till olika beskrivningar av syra-basreaktioner.
Enligt Arrhenius definitioner är en syra ett ämne som kan avge en positiv vätejon (H+, något slarvigt kallad proton även om andra isotoper av väte också kan bilda joner), medan en bas är en partikel som kan avge en hydroxidjon (OH−). En reaktion mellan de båda är en neutralisation.
Brønsted–Lowrys syra-basteori definierar syror på samma sätt som Arrhenius, medan baser definieras som ämnen (molekyler eller joner) som kan ta upp en (eventuellt flera) proton(er), d.v.s. vätejoner. En basisk substans kan ta upp en proton eftersom den har ett fritt elektronpar. Baser är alltså protontagare medan syror är protongivare. Enligt denna teori är alltså en syra-basreaktion en protonöverföring eller protolys. Hydroxidjonen är i sig en bas, men det finns många andra Brønstedbaser.
Lewis syra-basteori fokuserar i stället på elektronpar i sig, och definierar en syra-basreaktion som en elektronparöverföring. En Lewisbas kan ge ifrån sig ett elektronpar, medan en Lewissyra kan ta upp det. Enligt Lewis är vätejonen i sig en syra, men det finns många andra Lewissyror. Resultatet av en syra-basreaktion enligt Lewis är en Lewisaddukt.